# Reichstag zu Worms (926)
Der Reichstag zu Worms 926 war die einzige Reichsversammlung, die unter König Heinrich I. in Worms stattfand.

## Äußerer Rahmen
Die Reichsversammlung in Worms fand Anfang November 926 statt. Örtlich bot sich dazu die Königspfalz in Worms an.
Anwesend war außer König Heinrich I. auch König Rudolf II. von Hochburgund. Weiter war eine Reihe Hochadeliger und hoher Kleriker versammelt. Davon sind namentlich bekannt:
- Erzbischof Heriger von Mainz
- Bischof Adalward von Verden
- Bischof Richwin von Straßburg
- Bischof Waldo I. von Chur
- Bischof Ulrich I. von Augsburg
- Bischof Richowo von Worms[Anm. 2]
- Abt Engilbert II. von St. Gallen

## Inhalt

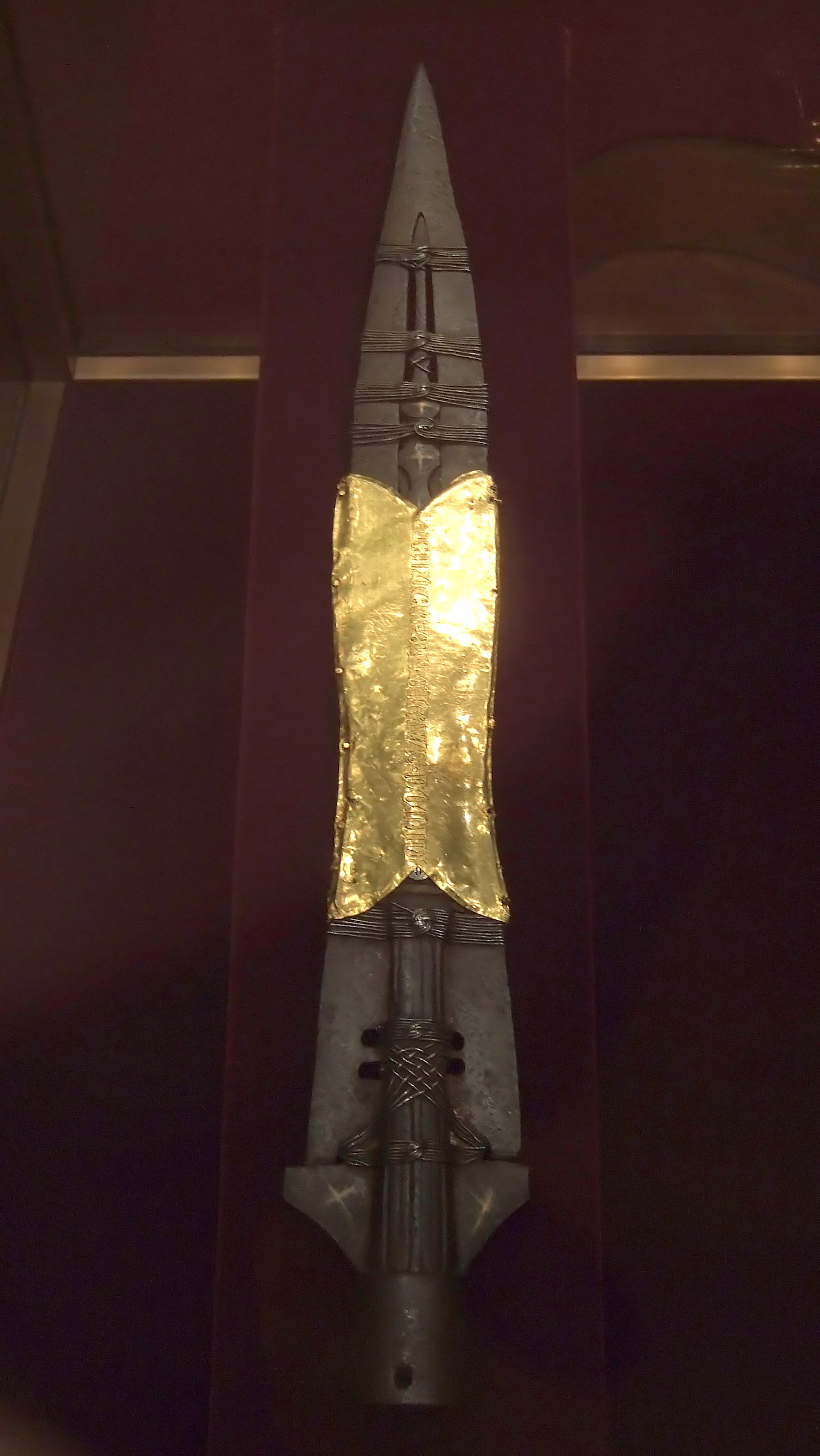
Auf der Versammlung durch König Rudolf II. von Hochburgund an König Heinrich I. übergeben: Die Heilige Lanze

Soweit bekannt, waren die Beratungsgegenstände der Versammlung:
- ein Ausgleich zwischen den Königen Heinrich I. und Rudolf von Hochburgund. Letzterer war mit seiner Italienpolitik wenige Monate zuvor gerade desaströs gescheitert und brauchte neue Verbündete. Als Geschenk an Heinrich I. übergab er ihm sein kostbarstes Beutestück aus seinem gescheiterten Italienfeldzug: Die Heilige Lanze[3], seitdem Bestandteil der Reichskleinodien und heute in der Schatzkammer der Wiener Hofburg aufbewahrt.
- die Einsetzung eines Herzogs für Schwaben: Nachdem der Schwiegersohn König Rudolfs von Hochburgund, Burchard II., Herzog von Schwaben, bei dem missglückten Feldzug in Italien ums Leben gekommen war, musste ein Nachfolger gefunden werden. Der Sohn des Verstorbenen, Burchard (III.), war noch minderjährig. König Heinrich I. nutzte die Möglichkeit, seinen Vetter Hermann aus dem Geschlecht der Konradiner als neuen Herzog einzusetzen und diesen mit Regelinda, der Witwe Burchards, zu verheiraten.[4]
- die Einsetzung eines Vogtes für die Reichsabtei St. Maximin in Trier.[5]
- Beratungen zur Abwehr der Ungarn und vermutlich die Absprache eines Burgenbauprogramms[6], der (später) sogenannten „Burgenordnung“. Solche „Heinrichsburgen“, die – durch die Burgenordnung veranlasst – eigens neu errichtet werden sollten, sind bisher aber nicht nachweisbar.[7]